# کیسی اونیل
کیسی اونیل (انگلیسی: Casey O'Neill؛ زادهٔ ۷ اکتبر ۱۹۹۷) ورزشکار هنرهای رزمی ترکیبی اهل استرالیا است. وی از سال ۲۰۱۹ میلادی تاکنون مشغول فعالیت بوده‌است.